# Kiss Norbert Ádám

## Kiss Norbert Ádám
Kiss Norbert Ádám (Budapest, 1985. március 7. -) magyar újságíró, dokumentumfilmes és gasztronómiai video-újságíró. Pályáját a televíziós hírműfajban kezdte Magyarországon, majd később a gasztronómiai dokumentumfilm-készítésre specializálódott Hollandiában.

## Pályafutása
2002-ben kezdte pályáját gyakornokként a TV2 Tények szerkesztőségében. 2005-ben az RTL Híradó csapatához csatlakozott, ahol először híradós, majd magazinműsor-riporterként dolgozott. Az RTL-nél töltött csaknem tíz év alatt több mint hétezer tudósítást és élő bejelentkezést készített. Riportokat készített a Házon Kívül és a XXI. Század műsorokban is. 2009-ben televíziós újságíróként Junior Prima díjat kapott.
2012-ben Hollandiába költözött, ügynökségi tapasztalatszerzés után, karrierjét a gasztronómia felé fordította. 2015-ben a holland FoodReporter fine dining csatorna videóújságírója lett. E minőségében bejárta a világot, és számos Michelin csillagos séfről készített portréfilmet.
2021 májusában döntős volt az RTL Klub A Konyhafőnök című főzőműsorában.A Konyhafőnök – RTL.hu Ekkor indította el magyar YouTube csatornáját. Bár Magyarországon is dolgozik, továbbra is Hollandia és Budapest között ingázik. Index – 12 év gasztronómia külföldön

## Munkássága
Kiss Norbert Ádám több száz riportot és dokumentumfilmet készített a gasztronómia témájában. Saját projektje, a New Chefs on the Block című dokumentumsorozat 2025 januárjában ünnepelte 10. évadát. A sorozat évadonként három fiatal tehetséges séfről készít portréfilmet, akik ezután bekerülnek a Gault&Millau vagy a Michelin-kalauz látókörébe.. Horeca – New Chefs on the BlockGault&Millau – New Chefs on the Block
Legnagyobb szakmai sikerének azt tartja, hogy a holland Gault&Millau étteremkalauz őt kérte fel egy másfél órás dokumentumfilm elkészítésére a három Michelin-csillagos De Librije étteremről. Gault&Millau – Film a De Librije étteremről
A Hype&Hyper magazin 2023-ban portrécikket közölt róla, amelyben részletesen bemutatják szakmai útját és alkotói filozófiáját.Hype&Hyper – Nem az a helyes, ami könnyű

## Lehetsz séf
A Lehetsz séf című gasztronómiai műsor 2025. május 10-én indult az RTL műsorán Kiss Norbert Ádám vezetésével. A műsor célja, hogy bisztrószintű ételek otthoni elkészítésére inspirálja a nézőket, különös tekintettel a szezonális alapanyagokra, a fenntarthatóságra és a hazai termelőkre. A műsor stílusa közvetlen, laza, és olyan hangulatot idéz, mintha barátokkal főznénk együtt.
A műsor elindulásáról és koncepciójáról több médium is beszámolt.Media1 – Lehetsz Séf indulásaRekláminvázió – Új főzőműsor az RTL-enDinamix – Lehetsz Séf májusi indulása

### Díjak és elismerések
2009-ben Junior Prima Díjat kapott magyar sajtó kategóriában az RTL Klubnál (RTL Híradó, XXI. Század, Házon Kívül) végzett televíziós újságírói munkájáért. Dining Guide – Interjú Kiss Norbert Ádámmal

### Külső hivatkozások
YouTube-csatorna
Instagram-profil
Facebook-oldal
Dining Guide A magyar hipszter srác, akinek 3 Michelin-csillagos séf rögtönzött halászlevet az otthonába
nosalty Három Michelin-csillagos séfekkel forgatott, most a Konyhafőnökben főz Kiss Norbert Ádám
NLC Megvan a Konyhafőnök TOP3
RTL.hu A Konyhafőnök - Kiss Norbert Ádám
YouTube norbertadam channel